# Ставек (гміна Циців)
Ставек (пол. Stawek) — село в Польщі, у гміні Циців Ленчинського повіту Люблінського воєводства. Населення — 207 осіб (2011).

## Історія
За даними етнографічної експедиції 1869—1870 років під керівництвом Павла Чубинського, у селі здебільшого проживали греко-католики, які розмовляли українською мовою.
У 1975—1998 роках село належало до Холмського воєводства.

## Демографія
Демографічна структура станом на 31 березня 2011 року:
|          | Загалом | Допрацездатний вік | Працездатний вік | Постпрацездатний вік |
| -------- | ------- | ------------------ | ---------------- | -------------------- |
| Чоловіки | 94      | 21                 | 67               | 6                    |
| Жінки    | 113     | 30                 | 58               | 25                   |
| Разом    | 207     | 51                 | 125              | 31                   |